# Fillerbunny
Fillerbunny é uma série de História em Quadrinhos publicada pela Slave Labor Graphic, criada, escrita e ilustrada pelo estadunidense Jhonen Vasquez, o mesmo criador de Johnny the Homicidal Maniac, Squee! e da série animada de televisão Invader Zim. É também o nome do personagem principal dos quadrinhos, um coelhinho rosa.
Fillerbunny surgiu só para encher uma página do gibi Squee! que estava vaga, mas depois virou um fenômeno e teve ser próprio gibi. Nos quadrinhos, Fillerbunny geralmente aparece sendo torturado e sofrendo de experiências.

## Aparições Extras do Coelho Fillerbunny
- No início do episódio "Colheita Sombria" de Invader Zim, ele aparece dentro de um pote de vidro, parecia que estava sendo conservado em um líquido roxo
- Na película Scooby-Doo, um homem desgasta a cabeça de Fillerbunny.
- Aparece dentro de um painel de Nothing Nice To Say, uma webcomic criada pelo artista Mitch Clem.
- No vídeo da música "Shut me up" de Mindless Self Indulgence, que Vasquez dirigiu, Fillerbunny tem uma pequena aparição.